# Early Man (filme)
Early Man (bra: O Homem das Cavernas; prt: A Idade da Pedra) é um filme de stop-motion, aventura e comédia britânico de 2018 - filme dirigido por Nick Park, escrito por Mark Burton e James Higginson. É o astro das vozes de Eddie Redmayne, Tom Hiddleston, Maisie Williams e Timothy Spall, e segue uma tribo dos habitantes primitivos na Idade da Pedra do vale que tem que defender suas terras de bronze - usando os invasores em um jogo de futebol de associação. O filme foi produzido por Aardman Animations (uma empresa ligada a Dreamworks) e BFI e foi lançado em 26 de janeiro de 2018 no Reino Unido e nos Estados Unidos em 16 de fevereiro de 2018. Recebeu críticas positivas, e arrecadou US$ 23 milhões em todo o mundo.

## Enredo
Na Idade da Pedra, quando as criaturas pré-históricas e os Homens das cavernas cavalgavam a Terra, o Chefe Bobnar (Timothy Spall) é o líder de uma pequena tribo que vive em um vale onde caçam coelhos.
Uma noite, a tribo do chefe Bobnar é expulsa de seu vale por um exército Idade do Bronze liderado por Lorde Nufi (Tom Hiddleston) que afirma que a Idade do Bronze começou. Eles são forçados a viver nas vulcânicas terras baldias fora dele. Um jovem homem das cavernas chamado Doug (Eddie Redmayne) tenta atacar, mas cai em uma cesta.
O exército, sem saber, transporta Doug para a cidade da Idade do Bronze. Ele tenta escapar da cidade, mas é forçado a se esconder dos guardas de Lorde Nufi. Ele é confundido com um jogador em um jogo público de associação de futebol e saiu para o campo. Em frente ao Lorde Nufi e aos espectadores no estádio, ele desafia o time local a um jogo e ataca Lorde Nufi: se o time ganhar, eles irão recuperar o vale. Se perderem, terão que trabalhar nas minas para sempre. Nufi, a princípio desprezível, aceita seu acordo sabendo que ele ganhará a grana com isso.
Doug percebe que seus próprios ancestrais inventaram e jogaram futebol, mas sua tribo é na sua maioria muito fraca para entender. Depois de algum treinamento infrutífero, seu passo é destruído e a bola é perfurada. Doug e seu javali animal de estimação Porcão (Nick Park) se esgueiram na cidade da Idade do Bronze para roubar mais bolas. Eles conseguem com a ajuda de uma residente local chamada Guna (Maisie Williams), que sonha em jogar futebol, mas as equipes locais excluem as mulheres.
Em vez disso, ela se junta ao time de Doug e os treina. Ela sugere que, enquanto o time da cidade tem jogadores talentosos, eles têm um trabalho de equipe minúsculo. À medida que o jogo se aproxima, o time de Doug faz grandes melhorias. Lorde Nufi é visitado por um Pombo Correio (Rob Brydon) da Rainha Oofifa, que o avisa de levar a equipe de Doug a sério. Ele tenta desencorajar Doug ao revelar que os antepassados da tribo eram realmente ruins no futebol e desistiram. Lorde Nufi então oferece a Doug um acordo alternativo.
Chega o dia da partida e a Rainha Oofifa (Miriam Margoyles) está presente. Doug aparece e, em vez disso, anuncia que ele aceitará a oferta alternativa de Lorde Nufi: que seu time perde e só ele vai trabalhar nas minas enquanto o resto de sua tribo será poupado. No entanto, o resto da tribo chegou e convencem ele de que eles deveriam seguir o jogo. Depois de marcar um gol antecipado, eles encontram-se abaixo de 3-1 em meio tempo. No segundo semestre, eles melhoram seu jogo e igualam.
Descontente, Lorde Nufi derruba o árbitro e assume o controle, fazendo decisões tendenciosas, como a concessão da equipe da cidade, um desnecessário penalti. Bobnar, o goleiro, é nocauteado e Doug é obrigado a deixar Porcão jogar na equipe. Porcão salva o penalti e a bola volta a jogar. Doug marca o gol vencedor nos minutos finais do jogo e ganha 4-3.
Como a recompensa, a tribo pode retornar ao vale, tendo conquistado o respeito da rainha Oofifa, da equipe adversária e da multidão. Lorde Nufi tenta escapar na roupa do mascote, mas é interrompido por Guna e revelou estar roubando a grana.
Na cena final, Guna juntou-se a Doug e a sua tribo quando saem da caça.

## Elenco
- Eddie Redmayne como Doug(pt-BR) ou Dug(pt-PT?)
- Tom Hiddleston como Lorde Nufi(pt-BR) ou Lorde Nute(pt-PT?)
- Maisie Williams como Guna(pt-BR) ou Leona(pt-PT?)
- Timothy Spall como Chefe Bobnar
- Miriam Margoyles como Rainha Oofifa(pt-BR) ou Rainha Oféfa(pt-PT?)
- Kayvan Novak como Dino / Cevada(pt-BR) ou Jurgend(pt-PT?)
- Rob Brydon como Brian e Bryan / Pombo Correio
- Richard Ayoade como Treebor(pt-BR) ou Trimbor(pt-PT?)
- Selina Griffiths como Madga(pt-BR) ou Magma(pt-PT?)
- Johnny Vegas como Asbo
- Mark Williams como Barry(pt-BR) ou Barro(pt-PT?)
- Richard Webber como Guloso(pt-BR) ou Grubapa(pt-PT?)
- Simon Greenall como Espiga(pt-BR) ou Eemak(pt-PT?) / Thongo
- Nick Park como Porcão

## Marketing
Em 21 de setembro de 2017, um concurso foi lançado no programa de televisão CBBC Blue Peter para projetar um personagem pré-histórico inspirado pelo "Early Man" e o vencedor verá seu personagem trazido para Aardman e o vencedor e os dois vice-campeões receberão ingressos para a estréia. Ele fechou em 12 de outubro de 2017 e o vencedor foi anunciado em janeiro de 2018.

## Lançamento
Early Man foi lançado no Reino Unido em 26 de janeiro de 2018, pela StudioCanal. O StudioCanal também distribuirá o filme na França, Alemanha, Austrália e Nova Zelândia. Nos Estados Unidos, foi lançado em 16 de fevereiro de 2018, por Lionsgate, através da Summit Entertainment. O trailer foi lançado em 16 março de 2017, e o primeiro trailer foi lançado em 7 de setembro. No Brasil, o filme seria lançado no dia 8 de fevereiro de 2018, mas foi adiado para 5 de abril de 2018 e será distribuído pela Paris Filmes.

### Resposta crítica
No aggregator de revisão site Rotten Tomatoes, o filme possui uma classificação de aprovação "certificada fresca" de 82% com base em 121 críticas e uma classificação média de 6,7/10. O consenso crítico do site diz: Early Man não é tão evoluído quanto o melhor trabalho de Aardman, mas ainda mantém os visuais únicos e o doce humor que fizeram o estúdio um favorito entre os entusiastas da animação." Em Metacritic, o filme tem uma pontuação média ponderada de 68 de 100, com base em 38 críticas, indicando "revisões geralmente favoráveis". As audiências pesquisadas por CinemaScore deram ao filme uma nota média de "B" em uma escala A + para F.

### Gráficos
Alcançou o número 2 nos gráficos das bilheterias no Reino Unido em 9 de fevereiro de 2018.